# From Dictatorship to Democracy
From Dictatorship to Democracy (tạm dịch: Từ độc tài tới dân chủ) là cuốn sách do giáo sư Gene Sharp viết cho phong trào dân chủ Miến Điện vào năm 1993, sau khi bà Aung San Suu Kyi bị cầm tù. Đây là tác phẩm được dịch và phổ biến nhất của ông Gene Sharp. Cuốn sách được dịch ít nhất ra 24 thứ tiếng, trong đó có bản dịch tiếng Việt do đảng Việt Tân thực hiện vào năm 2005. Theo New York Times, đây là tác phẩm nổi bật nhất của tác giả, đã cổ vũ những người, những tổ chức chống độc tài trên toàn thế giới, gồm có Miến Điện, Bosnia, Estonia và Zimbabwe, và nay là Tunisia và Ai Cập.
Cuốn sách hướng dẫn lật đổ chế độ độc tài nói chung, từ đó đạt được dân chủ. Cuốn sách dễ dàng được dịch và áp dụng ở bất kỳ nước nào trên thế giới, vượt qua biên giới văn hóa và tôn giáo.
Cuốn sách là quan trọng cho các cuộc cách mạng tại Serbia, Gruzia, Ukraina, Kyrgyzstan và Belarus. Lãnh đạo cách mạng tại Serbia, ông Oleh Kyriyenko nói trong cuộc phỏng vấn với đài Radio Netherlands:
"Cuốn sách "Từ độc tài tới dân chủ" của Gene Sharp là cuốn kinh thánh của phong trào Pora chúng tôi. Các nhà hoạt động phong trào Pora đã tự dịch cuốn sách đó. Chúng tôi đã viết cho ông Sharp và cho viện Albert Einstein Institute tại Hoa Kỳ, và ông ấy đã rất chia sẻ với tư tưởng của chúng tôi. Viện của ông ấy đã tài trợ chúng tôi in 12,000 bản copy của cuốn sách phân phát miễn phí."
Ông Gene Sharp là chuyên gia hàng đầu thế giới về cách mạng bất bạo động. Tác phẩm của ông đã được dịch sang hơn 30 ngôn ngữ. Các cuốn sách của ông được bí mật chuyền qua biên giới trốn tránh cảnh sát mật ẩn ở khắp nơi trên thế giới. Gene Sharp chính là người nay được công nhận là tác giả chiến lược đằng sau cuộc lật đổ chính phủ Ai Cập tháng 2/2011.

## Quá trình xuất bản
Cuốn sách được bắt đầu viết cho phong trào cách mạng ở Miến Điện. Sau đó được truyền qua Thái Lan và Indonesia.
Cuốn sách giúp làm sụp đổ chính quyền của ông Milosevic ở Serbia vào năm 2000 và đã đẩy nó vào sử dụng trên toàn Đông Âu, Nam Mỹ và Trung Đông.
Sách được bán trên Amazon.